# شک معقول (مجموعه تلویزیونی)
شک معقول (به انگلیسی: Reasonable Doubt (TV series)) یک مجموعه تلویزیونی آمریکایی درام قانونی است که توسط راملا محمد برای هولو ساخته شده است. در این سریال امامتزی کورینالدی به عنوان یک وکیل مدافع شرکتی که پرونده‌های چالش‌برانگیز را بررسی می‌کند، بازی می‌کند. سریال همچنین مک کینلی فریمن، تیم جو، آنجلا گرووی، تادئوس جی میکسون، آدرینسولا اولابود، و مایکل الی در این فیلم به ایفای نقش پرداخته‌اند. «تردید معقول» اولین سریال تلویزیونی فیلمنامه‌شده اونیکس کلکتیو است.» در ۲۷ سپتامبر ۲۰۲۲ نمایش داده شد. در ۱۷ آوریل ۲۰۲۳، برای فصل دوم تمدید شد که قرار است در ۲۲ اوت ۲۰۲۴ پخش شود. این سریال عموماً نقدهای مثبتی از منتقدان دریافت کرد.

## طرح
جکس استوارت یک وکیل مدافع موفق در یک شرکت حقوقی سطح بالا در لس آنجلس است. او در میان جدایی از همسرش و ظهور مجدد مشتری سابقی که در شغل قبلی خود به عنوان وکیل عمومی با او کار می‌کرد، پرونده‌های دشوار را بررسی می‌کند.

## بازیگران
- امامتزی کورینالدی در نقش ژاکلین «جکس» استوارت (با نام خانوادگی نیکلاس)، وکیل مدافع و مادر دو فرزند که در حال حاضر از همسرش لوئیس جدا شده است.
- مک کینلی فریمن در نقش لوئیس، شوهر جکس
- تیم جو در نقش دانیل، بازپرس جکس
- کریستوفر کاسارینو در نقش ریچ رید، یکی از همکاران جکس
- آنجلا گرووی در نقش کریستال والترز
- آدرینسولا اولابود در نقش نایما، دختر جوان جکس
- مایکل الی در نقش دیمون کوک، مشتری قبلی جکس که اخیراً از زندان آزاد شده بود.
- تادیوس جی میکسسون در نقش اسپنسر، پسر نوجوان جکس
- شان پاتریک توماس در نقش برایدن میلر، میلیاردر و مشتری جدید جکس
- پری کامپر در نقش کالیشا مور، قربانی قتلی که برایدن میلر را به تجاوز جنسی متهم کرد.
- تیفانی ایوان کاکس، نفری اسپنسر و شانون کین در نقش پاییز، سالی و شنل، نزدیکترین دوستان جکس
- موریس چستنات در نقش کوری کش، یک وکیل مدافع با استعداد جکس برای کمک به یک پرونده (فصل ۲)[۶]

## انتشار
نمایش برای اولین بار در ۲۷ سپتامبر ۲۰۲۲ در هولو پخش شد. فصل اول دارای نه قسمت است. اولین قسمت در ABC در ۱۰ نوامبر ۲۰۲۲ پخش شد. در سطح بین‌المللی، این مجموعه در دیرنی+ در دسترس است. فصل دوم قرار است در ۲۲ اوت ۲۰۲۴ با دو قسمت منتشر شود.